# Benedita da Silva
Benedita Sousa da Silva Sampaio (Río de Janeiro, 11 de marzo de 1942) es una política brasileña. Fue la 59ª gobernadora de Río de Janeiro y actualmente es diputada federal. Es esposa del actor Antonio Pitanga y madrastra de la actriz Camila Pitanga y del actor Rocco Pitanga.

## Orígenes
Benedita da Silva nació en 1942 en la ciudad de Río de Janeiro. Tiene cursos de formación en auxiliar de enfermería y diploma de graduación en Servicio Social.

## Carrera política
Inició su carrera política al ser electa concejal de Río de Janeiro en 1982, tras la militancia en la Asociación de Favelas del Estado de Río de Janeiro. En 1986, fue elegida diputada federal, y luego reelecta para este cargo en 1990.
En la Legislatura de 1987-1991, Benedita participó en la Asamblea Nacional Constituyente, donde actuó como titular de la Subcomisión de los Negros, de las Poblaciones Indígenas y Minorías. En seguida, pasó a la Comisión de Orden Social y de la Comisión de Derechos y Garantías del Hombre y de la Mujer.
En 1992, fue candidata del Partido de los Trabajadores (PT) la alcaldía de Río de Janeiro. Terminó la primera vuelta en primer lugar, pero fue derrotada en la segunda vuelta por César Maia, candidato del Partido del Movimiento Democrático Brasileño (PMDB). En 1994, Benedita da Silva fue elegida con expresiva votación (2 248 861 votos) para el Senado Federal, el más alto escalón del Poder Legislativo brasileño. Algunos años más tarde, Benedita dejaría el senado para disputar el gobierno del estado de Río de Janeiro, en una alianza política inédita que reunió a todos los partidos progresistas del país.
Fue elegida vicegobernadora de Río de Janeiro en 1998, en la fórmula de Anthony Garotinho. Para asumir el cargo, renunció al mandato de Senadora, que sólo terminaría en 2002, asumió el suplente Geraldo Cándido. En 2001, presidió la Conferencia Nacional de Combate al Racismo, Discriminación Racial, Xenofobia e Intolerancias, que reunió a más de diez mil personas de todo el país, entre líderes de ONG y gobiernos.

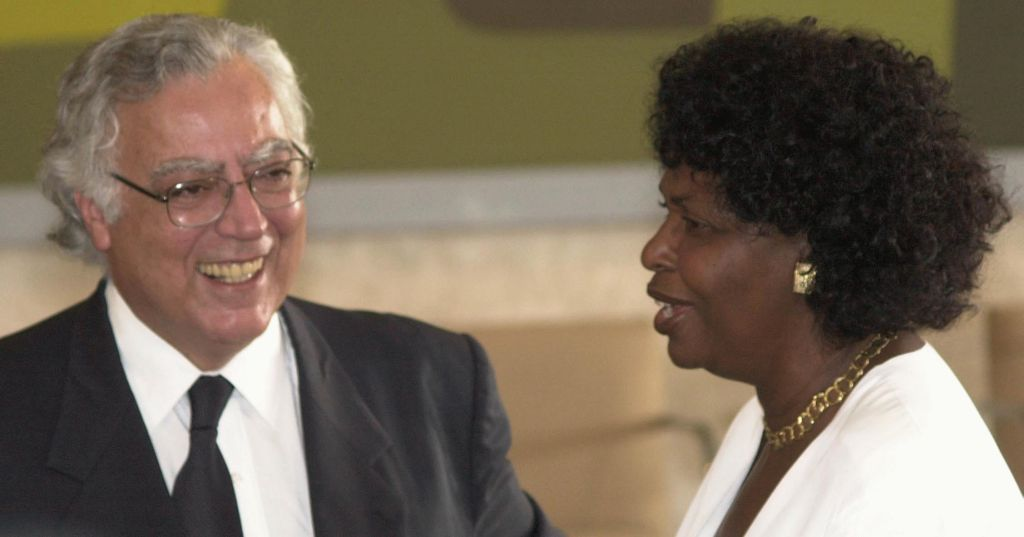
Benedita y el diputado Miro Teixeira.

Con la renuncia de Anthony Garotinho para concurrir a la Presidencia de la República en abril de 2002, asumió el gobierno del estado de Río de Janeiro. Su gobierno de nueve meses, fue marcado por una fuerte crisis financiera en el estado de Río de Janeiro y por el desarrollo de obras paralizadas en el gobierno de Anthony Garotinho como el emisario de Barra da Tijuca, la descontaminación de la Bahía de Guanabara y las obras de la estación Siqueira Campos, de la línea 1 del metro de Río de Janeiro.
Su gobierno también fue marcado por el intercambio de acusaciones entre ella y su antecesor por la responsabilidad en los rombos del gobierno - el TCE-RJ rechazó las cuentas del ejercicio de 2002.
Fue candidata a la reelección al gobierno de Río de Janeiro en las elecciones de 2002. En el caso de las clases menos acomodadas de la población, reducto electoral del PT, donde Rosinha Garotinho (PSB) alcanzó expresivas votaciones, Benedita tuvo sus mejores resultados entre las clases A y B (donde Garotinho y su grupo político poseen alto rechazo) y por eso no consiguió un nuevo mandato obteniendo 1 954 379 votos (24,44%).
Con la elección de Luiz Inácio Lula da Silva para la Presidencia de la República, asumió la Secretaría Especial de la Asistencia y Promoción Social, con status ministerial. Dejó al Gobierno bajo polémica, después de usar recursos públicos en un evento religioso en Argentina. Devolvió el valor de las diarias y de los pasajes después del caso ser divulgado por la prensa.
Asumió en enero de 2007, la Secretaría de Estado de Asistencia Social y Derechos Humanos, en el Gobierno de Sérgio Cabral Filho. En el año 2010 fue elegida para otro mandato de diputada federal por Río de Janeiro con 71.036 votos (0,89%), y reelegida en 2014 y 2018, con 48 163 (0,63%) y 44 804 votos (0,58%), respectivamente.